# ميغيل غوميز (مخرج)
ميغيل غوميز (بالبرتغالية: Miguel Gomes‏) (و. 1972  م) هو مخرج أفلام، ومونتير، وكاتب سيناريو برتغالي، ولد في لشبونة.

## وصلات خارجية
- ميغيل غوميز على موقع IMDb (الإنجليزية)
- ميغيل غوميز على موقع مونزينجر (الألمانية)
- ميغيل غوميز على موقع قاعدة بيانات الأفلام العربية
- ميغيل غوميز على موقع ألو سيني (الفرنسية)
- ميغيل غوميز على موقع أول موفي (الإنجليزية)
- ميغيل غوميز على موقع قاعدة بيانات الفيلم (الإنجليزية)
- ميغيل غوميز على موقع كينوبويسك (الروسية)